# Medu vada
Medu vada (pronunciado [meːd̪ʊ vəɽaː]; literalmente "vada macio") é um salgadinho do sul da Índia feito de grãos de Vigna mungo (feijão-da-Índia, ou urad dal). O vada é geralmente feito em um formato de rosquinha e frito, resultando em um exterior crocante e um interior macio. Um alimento popular na região Sul da Índia e na culinária tâmil do Sri Lanka, geralmente é comido no café da manhã ou como um lanche.

## Etimologia
"Medu" significa "macio" na língua canaresa"; "medu vada", portanto, significa literalmente "fritura macia". O prato é frequentemente chamado simplesmente de "vada" em menus de restaurante.
Outros nomes para o prato incluem uddina vade (Canará), urad vada, medhu vadai, ulundu vadai (Tâmil), garelu (Telugo), e uzhunnu vada (Malaiala).

## Preparação

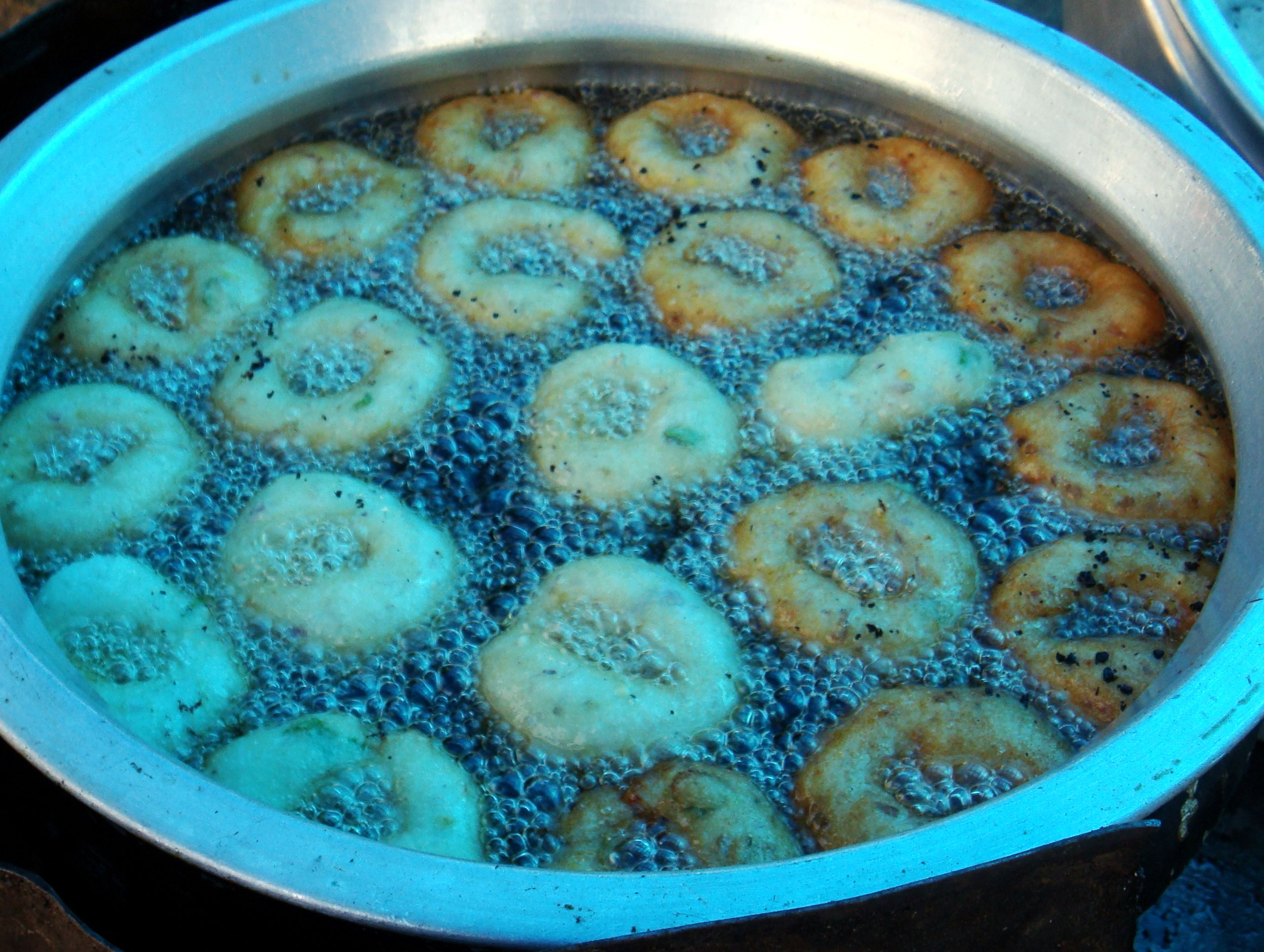
Medu vada sendo frito em imersão

O medu vada é feito basicamente de uma massa feita de feijões-da-Índia (Vigna mungo, de nome local urad dal). Os grãos são deixados de molho em água por algumas horase então amassados até se tornarem uma pasta. Essa pasta pode ser flavorizada com outros ingredientes, como assa-fétida (Ferula assafoetida), sementes de methi (feno-grego), gengibre, sementes de cominho, pimenta do reino, folhas de curry, pimenta e pedaços de coco. Após ser temperada, a massa é então moldada no formato de rosquinhas e frita em óleo quente até dourar. Ela também pode ser temperada com cebolas, cebolinha e chalotas.
Uma variação da receita envolve a assar ao invés de fritar. Algumas receitas  utilizam outras leguminosas, como am-bada (ou aama vadai) que é feita com a chana dal (grão de bico partido); ocasionalmente, tuar (ervilha-de-pombo) e masoor (lentilha) também são usados.
O alimento pode ser servido como acompanhamento para sambhar, um ensopado vegetariano feito principalmente de grãos, ou servido sozinho acompanhado de diferentes molhos. Chutney de coco e molho de tomate adocicado são comuns para quando o vada é servido quente; morno, ele pode ser acompanhado de molho de iogurte.